# 山の湊号
山の湊号（やまのみなとごう）は愛知県新城市と名古屋市名東区・長久手市を結ぶ高速バスである。路線名は「新城名古屋藤が丘線」。
座席指定制のため、乗車には事前の予約が必要である。

## 概要
新城市が2016年2月に開通した新東名高速道路を活用した「社会実証実験」として豊鉄バスに運行を委託する形で路線を設置した。同社から購入したバスの車両代、及び運行委託費は国の地方創生加速化交付金で全額賄われる。
当路線設置以前、新城市から名古屋市東部へは飯田線 - 東海道本線または名鉄名古屋本線 - 名古屋市営地下鉄東山線で乗り継ぎを考慮しない場合でも約2時間かかっていたが、路線設置により約1時間20分ほどに短縮することができ、運賃も約3分の2となる。
新城市では、市内から名古屋市東部、長久手市、日進市にかけての丘陵地帯に所在する大学・短期大学・専門学校へ通学する学生が利用する事を想定している。
「山の湊」の名は江戸時代に新城で活躍した庄屋が街のにぎわいを「山湊馬浪」（さんそうばろう、山の中の川辺に港の様に船が集まり、荷を引く馬がまるで波のようにやって来る）と表した事に由来する。

## 運行会社
- 豊鉄バス（新城営業所、新城市より運行委託）

## 運行経路
新城市民病院西 - 亀姫通（新城駅南） - 新城市役所 - 川路（三河東郷駅） - もっくる新城南 - （新東名高速道路・東名高速道路） - 藤が丘駅（6番のりば）- 長久手古戦場駅（1番のりば）

## 運行回数
- 1日3往復

## 歴史
- 2016年（平成28年）7月1日 - 運行開始。
- 2017年（平成29年）
  - 1月1日 - 回数券（4枚綴）を発売開始。
  - 3月10日 - 新車両の運行を開始[3]。
  - 7月1日 - ダイヤ改正を実施し、新城市内に新たに2ヶ所の停留所を開設[4]。
- 2020年（令和2年）10月1日 - ダイヤ改正を実施し、全便が毎日運行となる。新城発第1便と名古屋発第3便の発車時刻を繰り上げ。[5]
- 2025年（令和7年）3月15日：manacaを導入[6][7]。

## 車両

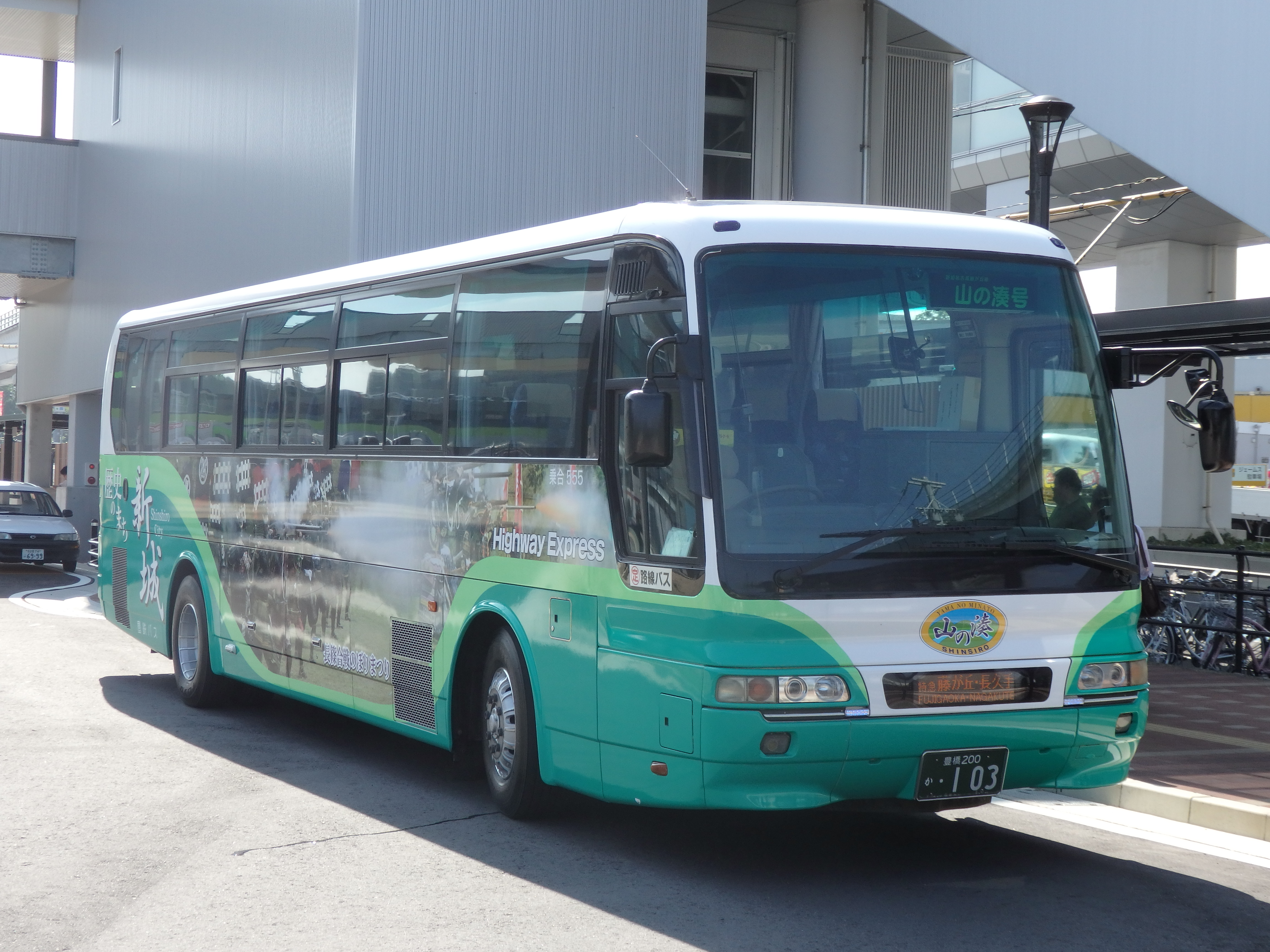
2016年7月の運行開始時から使用されていた車両（廃車済）

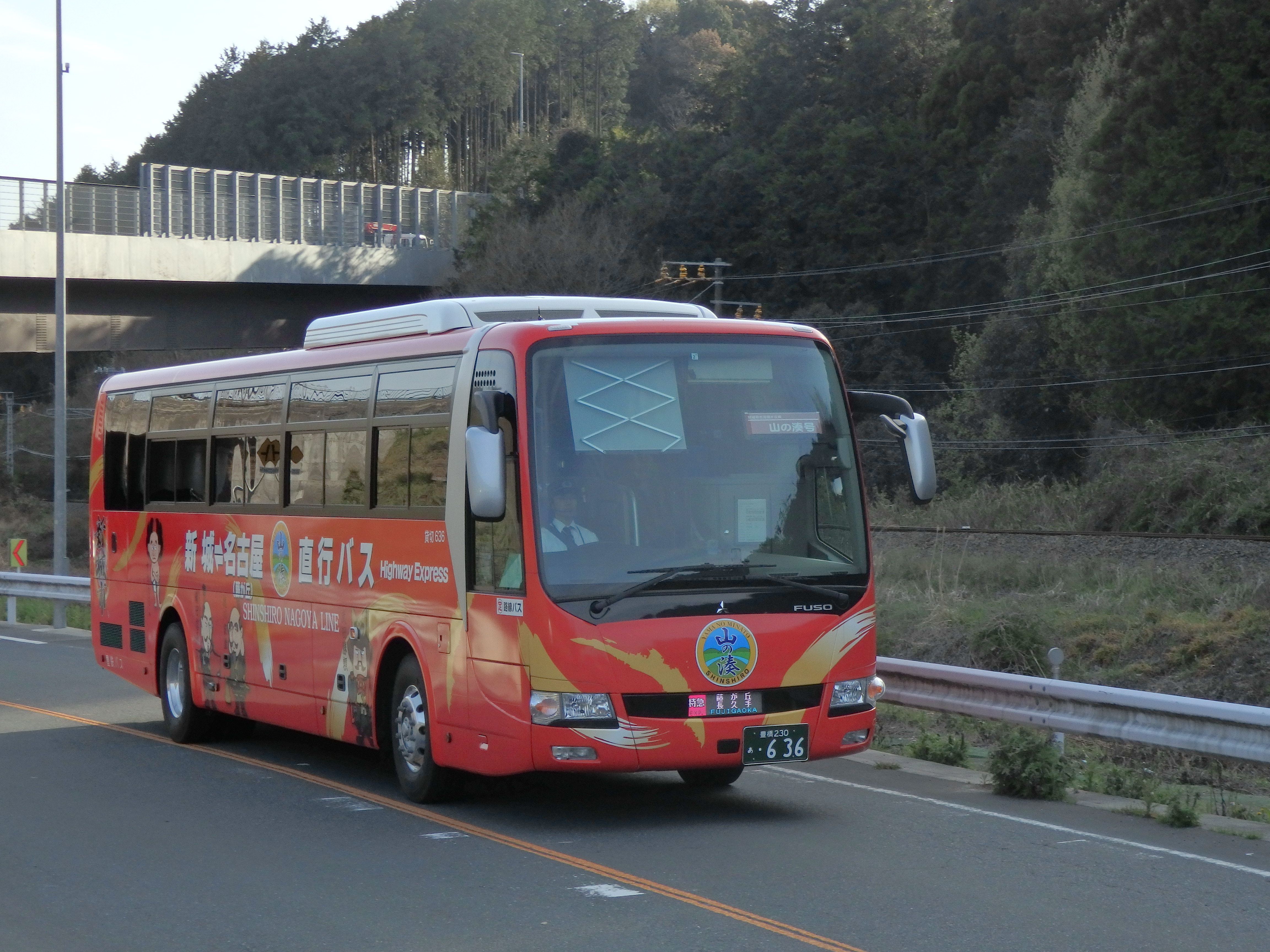
2017年3月より運行中の新車両

運行開始時の車両はかつてほの国号（練馬駅・新宿駅 - 豊橋駅・三河田原駅）で使用されていたエアロバスで、阿寺の七滝・長篠合戦のぼりまつり・四谷の千枚田のラッピングを施している。
2017年3月10日より、新車両（エアロエース）の運行が開始された。新車両は赤をベースに織田信長、徳川家康、武田勝頼、鳥居強右衛門が描かれている。この新車両の行先表示機はフルカラーLEDを採用している。

## その他
- 予約は豊鉄バスへの電話予約および発車オ〜ライネットで取り扱っている。
- 運賃は片道大人1,000円、子供500円。早割や往復割引の設定はない。
- 車内では2019年4月よりフリーWi-Fi（Toyotetsu_Free_Wi-Fi）が使用できる。[8]
- 長久手側での折り返し整備は、長久手古戦場駅すぐ近くの名鉄バス名古屋営業所（長久手車庫）で行っている。
- 山の湊号と豊鉄バス田口新城線八束穂 - 鳳来寺間の乗車券がセットされる企画きっぷ『名古屋藤が丘鳳来寺往復きっぷ』が名古屋側で販売されている[9]。